# Tanja Grubor
Tanja Grubor es una deportista yugoslava que compitió en taekwondo. Ganó una medalla de plata en el Campeonato Europeo de Taekwondo de 1996, en la categoría de –55 kg.

## Palmarés internacional
| Campeonato Europeo | Campeonato Europeo   | Campeonato Europeo | Campeonato Europeo |
| Año                | Lugar                | Medalla            | Categoría          |
| ------------------ | -------------------- | ------------------ | ------------------ |
| 1996               | Helsinki (Finlandia) | Medalla de plata   | –55 kg             |